# 布內什蒂鄉 (布拉索夫縣)

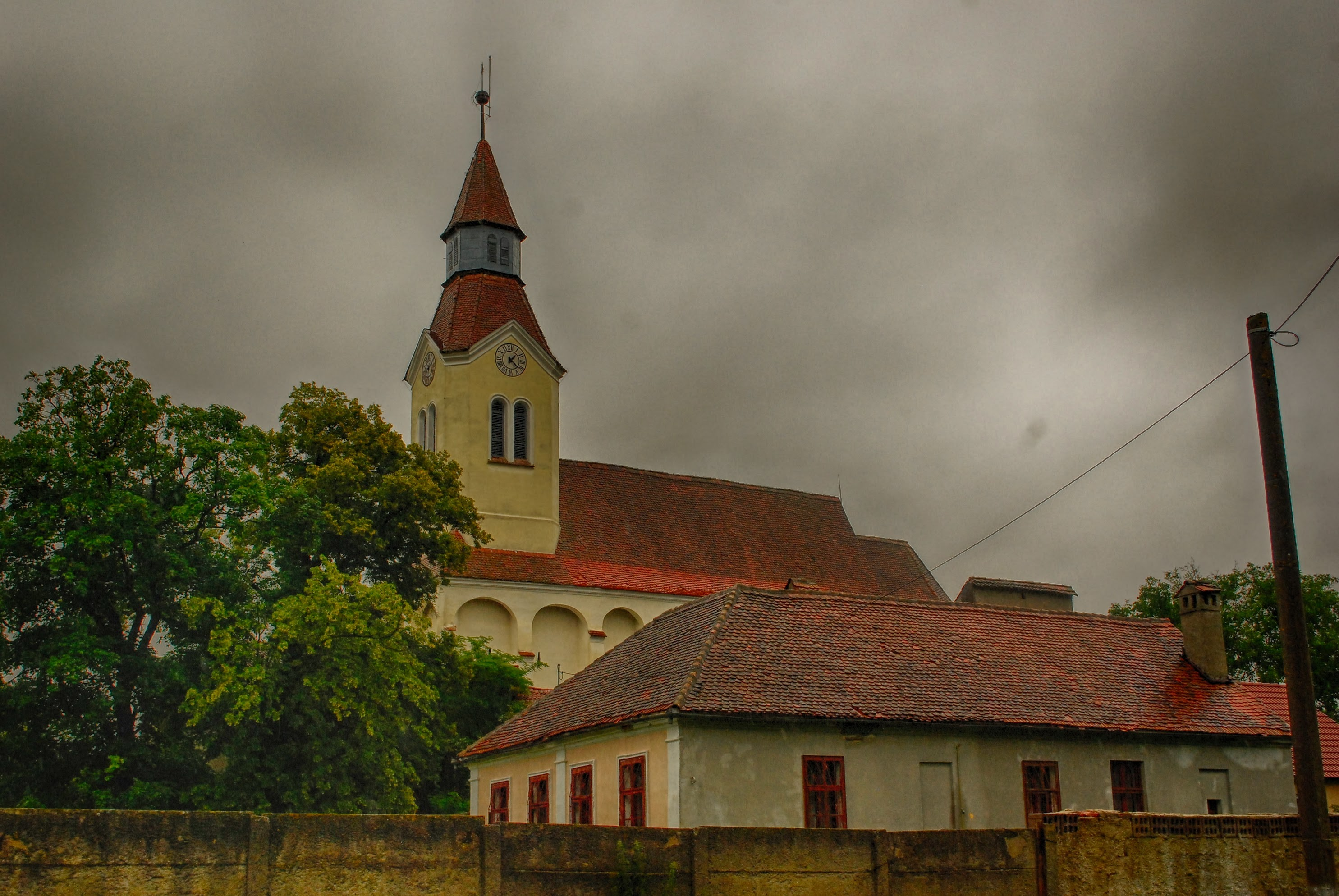

46°03′N 25°06′E / 46.050°N 25.100°E
布內什蒂鄉（羅馬尼亞語：Comuna Bunești, Brașov），是羅馬尼亞的鄉份，位於該國中部，由布拉索夫縣負責管轄，面積149平方公里，海拔高度558米，2007年人口2,521，人口密度每平方公里17人。